# Johann Peter Krafft
Johann Peter Krafft (født 15. september 1780 i Hanau, død 28. oktober 1856 i Wien) var en tysk historie- og portrætmaler.
Denne overordentlig produktive kunstner - tallet på hans portrætter anslås til henved 2000 - blev uddannet på Hanaus Tegneskole, Wiens Akademi (under Füger) og under David og Gérard på Akademiet i Paris. Her vandt han den store Pris. I 1805 kom han til Wien, hans fremtidige blivested, hvor han i 1828 blev direktør for Belvedere. 
Med "Landeværnsmandens Afsked" i 1813 grundede og med "Landeværnsmandens Hjemkomst" i 1820 (begge i Wiens Hofmuseum) fæstnede han sit Ry. For Hofburg i Wien malede han i 1833 tre enkaustiske billeder (Kejserens Hjemkomst 1809 osv.). Kraffts kunst med den Davidske skoles korrekte tegning og ikke ringe maleriske kraft findes blandt andet repræsenteret i Budapests Museum ("Zrinys Død", et Hovedværk) og Fyrst Lichtensteins Samlinger. Særlig kendte værker er Slagene ved Aspern og Leipzig. Han har raderet enkelte Blade. Broderen Joseph Krafft (1787-1828) var en anset portrætmaler (mest Miniaturebilleder).

## Udvalgte malerier
- Maria Clementina af Østrig (1798-1881)
- Slaget ved Leipzig
- Belejringen af Szigetvár
- Rytterportræt af Franz I